# Alexandru Corneschi
Ilie Alexandru Corneschi (n. 17 iulie 1991, Botoșani, România) este un atlet român, specializat în alergarea pe distanțe lungi.

## Carieră
Sportivul s-a născut pe 17 iulie 1991 în Botoșani. A început să practice atletismul când a fost în clasa a IV-a și este multiplu campion național.
A participat la Campionatul European de Cros din 2014 și la Universiada de la Gwangju din 2015. Anul următor a câstigat Semimaratonul de la Viena. În anii 2018 și 2019 a participat la Maratonul de la Berlin. La Semimaratonul de la Paris din 2019 s-a clasat pe locul șase.
În anul 2021 Alexandru Corneschi a câștigat medalia de aur la Campionatul Balcanic de Semimaraton și la Maratonul de la București a obținut locul doi. Anul următor a câștigat Semimaratonul de la Atena. A reprezentat România la Campionatul European de la München și la Maratonul de la Berlin a stabilit recordul său personal cu timpul de 2:13:39. Apoi a câștigat Maratonul de la București.
La Campionatul Mondial din 2023, la Budapesta, el nu a terminat cursa. În același an a ocupat locul doi la Maratonul de la București. În 2024 s-a clasat pe locul 20 la Maratonul de la Boston.

## Realizări
| An   | Competiție                                       | Locație                   | Loc | Eveniment   | Note     |
| ---- | ------------------------------------------------ | ------------------------- | --- | ----------- | -------- |
| 2008 | Campionatul European de Cros de Juniori (sub 20) | Bruxelles, Belgia         | 76  | 6,0 km      | 20:28    |
| 2011 | Maratonul de la București                        | București, România        | 14  | maraton     | 2:38:28  |
| 2012 | Maratonul de la București                        | București, România        | 7   | maraton     | 2:36:02  |
| 2013 | Maratonul de la București                        | București, România        | 10  | maraton     | 2:33:14  |
| 2014 | Campionatul European de Cros                     | Samokov, Bulgaria         | 60  | 10,01 km    | 36:00    |
| 2015 | Universiada                                      | Gwangju, Coreea de Sud    | 20  | 10.000 m    | 32:16,48 |
| 2016 | Semimaratonul de la Viena                        | Viena, Austria            | 1   | semimaraton | 1:07:06  |
| 2016 | Cupa Europei de 10.000 m                         | Mersin, Turcia            | 19  | 10.000 m    | 31:07,84 |
| 2017 | Verbania Lago Maggiore Marathon                  | Verbania, Italia          | 4   | semimaraton | 1:08:13  |
| 2017 | Semimaratonul de la Timișoara                    | Timișoara, România        | 2   | semimaraton | 1:04:56  |
| 2017 | Jocurile Balcanice                               | Novi Pazar, Serbia        | 3   | 3000 m      | 8:33,32  |
| 2018 | Maratonul de la Berlin                           | Berlin, Germania          | 31  | maraton     | 2:21:59  |
| 2019 | Semimaratonul de la Paris                        | Paris, Franța             | 6   | semimaraton | 1:07:18  |
| 2019 | Jocurile Balcanice                               | Praveț, Bulgaria          | 1   | 5000 m      | 14:51,17 |
| 2019 | Maratonul de la Berlin                           | Berlin, Germania          | 60  | maraton     | 2:18:18  |
| 2020 | Maratonul de la Sevilla                          | Sevilla, Spania           | 49  | maraton     | 2:20:01  |
| 2021 | Campionatul Balcanic de Semimaraton              | Bitola, Macedonia de Nord | 1   | semimaraton | 1:05:54  |
| 2021 | Maratonul de la București                        | București, România        | 2   | maraton     | 2:16:49  |
| 2021 | Campionatul European de Cros                     | Dublin, Irlanda           | 67  | 10,0 km     | 33:36    |
| 2022 | Semimaratonul de la Atena                        | Atena, Grecia             | 1   | semimaraton | 1:07:26  |
| 2022 | Maratonul de la Hamburg                          | Hamburg, Germania         | 19  | maraton     | 2:14:01  |
| 2022 | Semimaratonul de la București                    | București, România        | 8   | semimaraton | 1:06:28  |
| 2022 | Campionatul European                             | München, Germania         | 38  | maraton     | 2:18:59  |
| 2022 | Maratonul de la Berlin                           | Berlin, Germania          | 22  | maraton     | 2:13:39  |
| 2022 | Maratonul de la București                        | București, România        | 1   | maraton     | 2:15:58  |
| 2023 | Semimaratonul de la Sevilla                      | Sevilla, Spania           | 13  | semimaraton | 1:04:39  |
| 2023 | Maratonul de la Sevilla                          | Sevilla, Spania           | 51  | maraton     | 2:14:17  |
| 2023 | Campionatul Mondial                              | Budapesta, Ungaria        | –   | maraton     | NT       |
| 2023 | Maratonul de la București                        | București, România        | 2   | maraton     | 2:23:02  |
| 2024 | Maratonul de la Boston                           | Boston , Statele Unite    | 20  | maraton     | 2:16:23  |

## Recorduri personale
| Probă       | Performanță | Dată               | Locație   |
| ----------- | ----------- | ------------------ | --------- |
| 10.000 m    | 29:45,21    | 30 aprilie 2022    | Târgu Jiu |
| Semimaraton | 1:04:39     | 29 ianuarie 2023   | Sevilla   |
| Maraton     | 2:13:39     | 25 septembrie 2022 | Berlin    |